# 快艇作战奖章

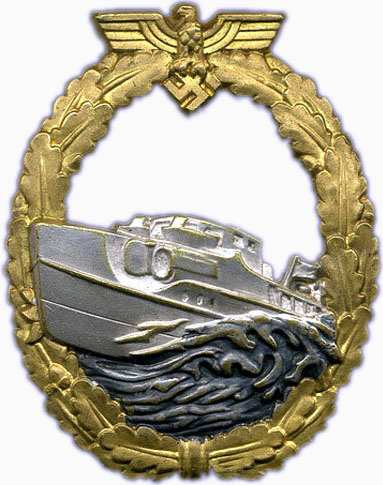
快艇作战奖章

快艇作战奖章是德军在第二次世界大战期间设立的一项荣誉，奖给曾在快速攻击艇或巡逻/鱼雷艇上服役的納粹德國海軍人员。该奖章设立于1941年5月30日。获颁条件包括：在一次出击行动中表现突出、在行动中负伤、参加至少12次对敌舰船或设施的出击行动或者指挥出色。